# I. Bogdán moldvai fejedelem
I. Bogdán (? – 1367) máramarosi vajda volt, mielőtt létrehozta a független Moldvai Fejedelemséget. 1359 és 1367 között uralkodott. A hagyomány szerint Izakonyha (Bogdan-Vodă) faluban volt a vára Máramaros megyében, ahonnan elindult Moldvát meghódítani. A vár alapfalai egyébként ma is láthatóak a falu fölötti dombon.

## Életrajza
Neve első ízben Nagy Lajos király 1343-ban kiadott oklevelében szerepel, ahol hűtlenségbe esett máramarosi vajdaként említik. 1349-ben Nagy Lajos már infidelis notorius-nak nevezi.
1350-ben Nagy Lajos király rábízta Drágos vajdára a Kárpátoktól keletre eső földet. A cél az volt, hogy létrehozzanak a tatárok ellen egy védelmi övezetet, akik rendszeresen fosztogatták a magyar területeket. 1359-ben azonban Bogdán fellázadt a magyar fennhatóság ellen, átkelt a Kárpátokon követőivel együtt, és megszabadult az akkori moldvai vajdától, aki Dragoș unokája, Bâlc volt.
A török krónikák ekkor kezdtek az államra Bogdániaként vagy Bogdánként hivatkozni (akkor még az állam megnevezésére nem létezett a Moldva kifejezés). I. Bogdán uralkodása alatt verték az első moldvai pénzérméket, amelyek a következő feliratot viselték: Moneda Moldaviae - Bogdan Waiwo(da).

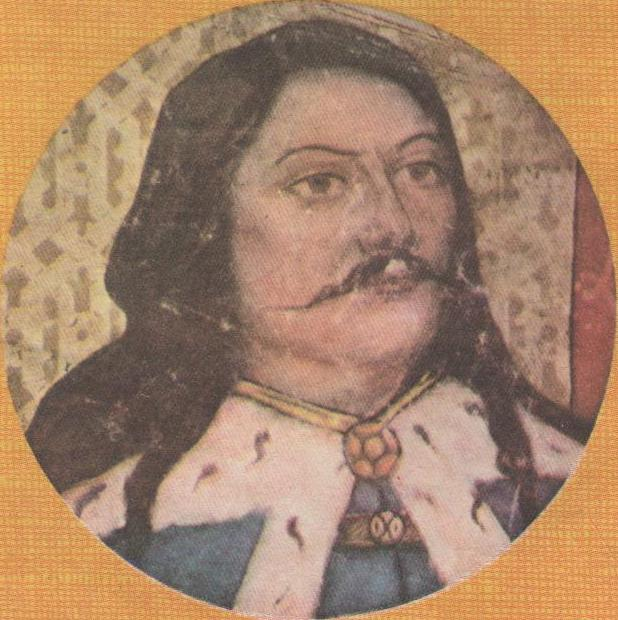
I. Bogdán fejedelem

Elűzött elődeivel ellentétben, akik szorosan kapcsolódtak a magyar koronához, ő átalakította Moldva helyzetét és trónra kerülése után egy évtizedig biztosította az új állam függetlenségét. Sikeresen ellenállt a magyar és lengyel alávetést célzó törekvéseknek, miközben keleten szembeszállt a mongol (tatár) uralommal (Arany Horda).
Az általa uralt terület északon a Cseremos folyóig, délen a Fekete-tengerig, keleten a Dnyeszterig terjedt. Moldvának ezek maradtak a határai egészen a 20. századig. Bogdán első fővárosa Moldvabányán (Baia) volt, de hamarosan Szeretvásárra (Siret) helyezte át. Később Petru Mușat fejedelem Szucsávára (Suceava) helyezte a fővárost. I. Bogdánt halála után az általa építtetett radóci (Rădăuți) Szent Miklós templomban temették el, később fia, Lațcu is mellé lett temetve.